# Galagoides cocos
Il galagone di Diani (Galagoides cocos (Heller, 1912)) è un primate strepsirrino della famiglia dei Galagidi.

## Descrizione
Il pelo può essere da bruno a grigio nella zona dorsale, con la zona ventrale biancastra ed una mascherina nera attorno ad occhi e muso: una striscia nera rettangolare è posta fra i due grandi occhi rosso rubino. Le orecchie sono nude, grandi, ovali e nero-violacee.

## Distribuzione e habitat
Vive nella zona costiera del Kenya e della Tanzania nord-orientale.

## Tassonomia
Venne inizialmente classificato come sottospecie di Galago moholi (Galago moholi cocos), venne poi spostato a Galago gallarum (Galago gallarum cocos): in seguito, con la revisione della famiglia Galagidae, venne considerato una sottospecie di Galago zanzibaricus (Galago zanzibaricus cocos): in base a differenze nelle vocalizzazioni emesse dalle due specie, alcuni autori hanno optato per la riclassificazione di questi animali come specie a sé stante.